# Sant German de Cluson
Sant German de Cluson (italià San Germano Chisone) és un municipi italià, situat a la ciutat metropolitana de Torí, a la regió del Piemont. L'any 2007 tenia 1.842 habitants. Està situat a la Vall Chisone, una de les Valls Occitanes. Forma part de la Comunitat Muntanyenca Vall Chisone i Vall Germanasca. Limita amb els municipis d'Angrogna, l'Envèrs de Pinascha, las Pòrtas, Praamòl, Prarostino, San Secondo di Pinerolo i Villar Perosa.

## Administració
| Període | Identitat     | Partit        |
| ------- | ------------- | ------------- |
| 2004-   | Clara Bounous | Llista cívica |